# ورد داغستان العليا
ورد داغستان العليا (الاسم العلمي:Rosa altidaghestanica) هو نوع من النباتات يتبع جنس الورد من الفصيلة الوردية. موطنه داغستنان